# エケロマ・ルアイウヒ
エケロマ・ルアイウヒ（Ekeroma Luaiufi, 1963年7月8日 - ）は、サモア出身のラグビー選手。　

## プロフィール
- ポジションはロック(LO)。
- 日本代表キャップは11。
- サモア代表キャップは4。

## 経歴
カンタベリー大学卒業後にニコニコドーに所属し、日本代表に選出された。 